# Пелетье, Жак
Жак Пелетье́ дю Ман (фр. Jacques Pelletier du Mans, 1517—1582) — французский поэт и математик. В некоторых документах его фамилия записана как Peletier; свои латинские научные труды он подписывал: Jacobus Peletarius.
Теоретик литературного объединения «Плеяда». В области математики Пелетье предложил оригинальную систему именования больших чисел. Издал комментированный перевод «Начал» Евклида. В 1558 году доказал, что корень целочисленного уравнения является делителем свободного члена. Ввёл (1558) общепринятые обозначения угловых градусов, минут и секунд.

## Биография

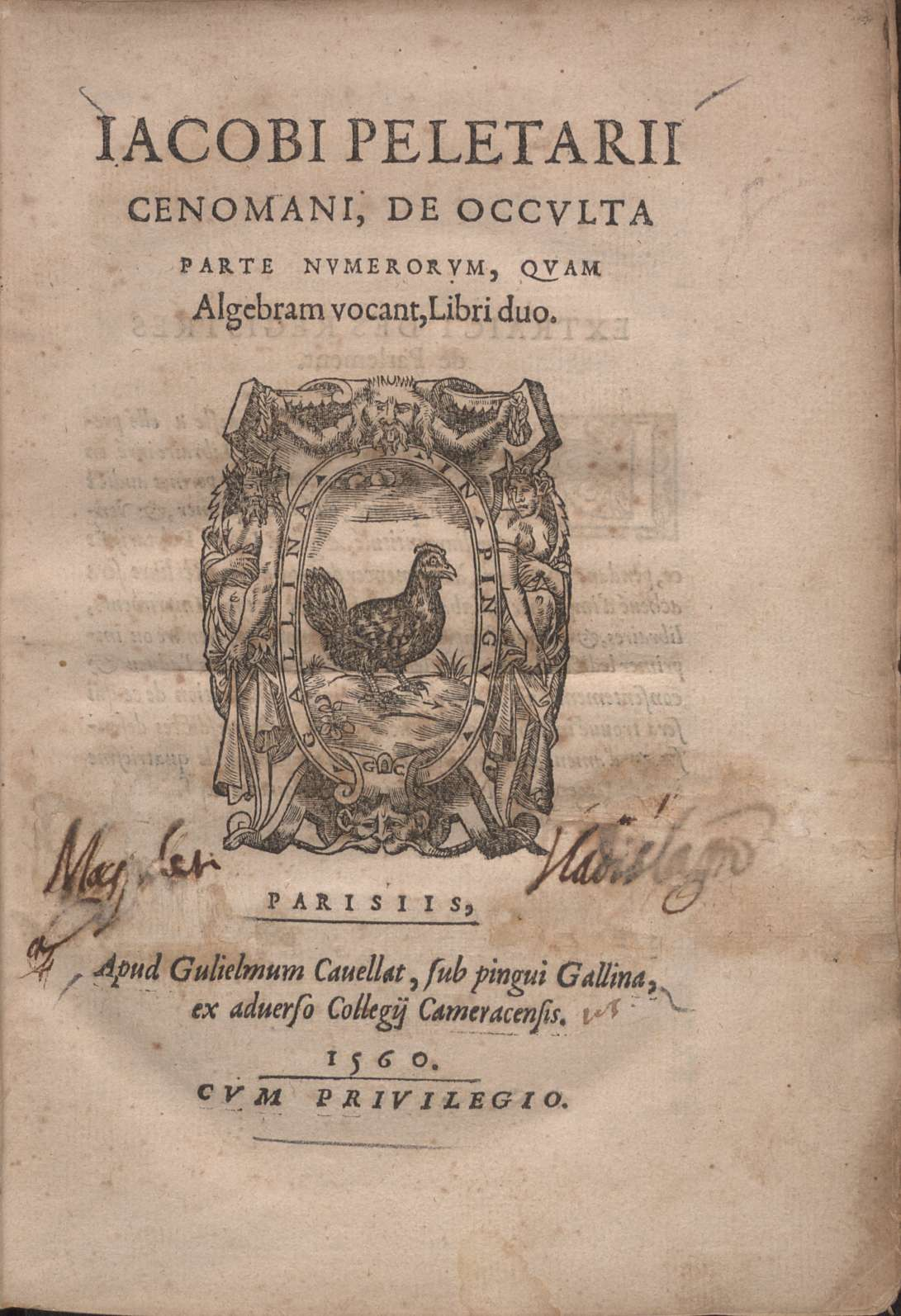
De occulta parte numerorum, quam algebram vocant, 1560

Родился в семье адвоката. Учился в Наваррском коллеже Парижского университета, где его брат состоял профессором философии и математики. Сам Жак Пелетье изучал медицину и право, но не закончил обучения и в 1539 или 1540 вернулся в родной город, где получил должность секретаря епископа Рене Дю Белле . Видимо, к 1543 году относится знакомство Пелетье с Пьером Ронсаром. В 1543 — 1547 снова в Париже, где благодаря протекции Рене Дю Белле возглавил Коллеж Байё. Увлечённо осваивал древние языки и математику; стал завсегдатаем литературного салона Маргариты Наваррской.
В 1541 году Пелетье представил свой перевод «Ars poëtica» Горация, «сопроводив его пламенной апологией родного языка» ; далее опубликовал ряд математических и других научных трудов. В 1547 году вышли в свет речь по случаю кончины английского короля Генриху VIII и первый поэтический сборник собственных стихов и переводов Пелетье (Œuvres poétiques). Среди переведенных им авторов — Гомер, Вергилий, Марциал и Петрарка; Пелетье включил в сборник также ранее не публиковавшиеся поэмы своих современников — Жоашена Дю Белле и Ронсара. В 1549 — 1552 завершает в университете Пуатье медицинское образование. В 1553 — 1557 живет в Лионе, где общается с поэтами лионской школы, затем возвращается в Париж.
В трактате 1550 года Пелетье выступил за реформу французской орфографии с целью приблизить написание слов к их произношению. Чтобы способствовать этому процессу, Пелетье предложил несколько новых обозначений и активно использовал их в своих дальнейших книгах, однако все усилия по продвижению реформы орфографии остались безуспешными. В 1555 году, кроме новых поэм, выпустил трактат «Поэтическое искусство» (Art poétique français) и призыв к мирному завершению войны с императором Священной Римской империей Карлом V.

### «Поэтическое искусство»
Трактат Пелетье опирается на древних (Гораций, Квинтилиан) и итальянских (Вида) ренессансных авторов и одновременно культивирует распространенные в поэзии его времени жанры и формы (эпиграмма, сонет, ода, эпистола, сатира, элегия, комедия, трагедия, героическая эпопея). В трактате есть переклички с манифестом «Плеяды» — «Защита и прославление французского языка». 
«Поэтическое искусство» Жака Пелетье дю Мана стало первым этапом формирования национальной системы жанров, основой для которой послужили заимствованные у древних авторов и адаптированные во французской словесности образцы... Если Дю Белле говорит о необходимости создания образцов новых жанров, нормативная поэтика Пелетье менее умозрительна и приобретает черты описательности, так как ее автор ориентируется, пусть избирательно, на конкретный поэтический материал» 
.
Последние годы провёл в путешествиях и общении с литераторами (особенно сблизился с Монтенем). Опубликовал множество трактатов и учебников по различным областям математики: Арифметика (1549), Алгебра (1554), Элементы геометрии Евклида (1557). Завершающий поэтический сборник Пелетье, Louanges, появился в 1581 году, в следующем году поэт скончался в Париже.

## Поэзия
- Семь поэм Пелетье Архивная копия от 12 ноября 2015 на Wayback Machine (фр.)

## Математические труды
- Arithmeticae practicae methodus facilis per Gemmam Frisium, huc accesserunt Peletarii annotationes. Paris 1545 (переиздана в 1549 и 1557).
- L’arithmétique departie en quatre livres. Poitiers 1549.
- L’algebre departie en deus livres. Lyon 1545. 3. Переиздание: 1620. Латинское переиздание: De occulta parte numerorum. Paris 1560.
- Euclidis elementa geometrica demonstrationum libri sex. Lyon 1557. 2. Переиздание: 1610, французский перевод:1611. Латинский перевод первых шести книг Евклида с комментариями.
- Commentarii tres, primus de dimensione circuli, secundus de contactu linearum, tertius de constitutione horoscopi. Basel 1563 (вторая часть появилась в 1581 году в Париже).
- Disquisitiones geometricae. Lyon 1567.
- C. Clavium de contactu linearum apologia. Paris 1579.